# Poème sur le désastre de Lisbonne
Le Poème sur le désastre de Lisbonne, ou examen de cet axiome, tout est bien est une œuvre de Voltaire parue en 1756.

## Contexte
La nouvelle du tremblement de terre de Lisbonne survenu le 1er novembre 1755 parvient à Genève le 24 du même mois. Voltaire réagit immédiatement dans une lettre à Jean Robert Tronchin : « Cent mille fourmis, notre prochain, écrasées d'un coup dans notre fourmilière. [...] Quel triste jeu de hasard que le jeu de la vie humaine ! Que diront les prédicateurs, surtout si le palais de l'Inquisition est resté debout ? ».
Voltaire met immédiatement son poème en chantier. Comme à son habitude, il transmet autour de lui de son premier jet, tout en continuant à le modifier. Une première édition non autorisée paraît à Paris début mars 1756, suivie de plusieurs autres à Londres, Amsterdam et Genève.
La première édition imprimée avec l'accord de Voltaire paraît chez Gabriel Cramer fin mars 1756. Entre-temps, Voltaire a amendé son texte pour le rendre moins offensif et a ajouté des notes et une préface. La version finale compte 234 vers, le premier manuscrit en ayant compté 136. Le volume publié inclut également le Poème sur la loi naturelle.

## Résumé
David Adams et Haydn T. Mason ont identifié une structure en 21 sections : 
1. Cri d'angoisse et évocation de la destruction de Lisbonne (vers 1-12)
2. Rejet des explications de la souffrance par les philosophes Optimistes (vers 13-26)
3. Tout être humain ne peut qu'être sensible aux conséquences de cette catastrophe (vers 27-34)
4. Rejet de la conception selon laquelle le refus de la souffrance est une manifestation de l'orgueil humain (vers 35-41)
5. Dire que tout est bon et nécessaire, c'est placer des limites au pouvoir de Dieu (lignes 42-44)
6. Dieu n'aurait-il pu faire advenir cette catastrophe là où elle ne pouvait pas faire de mal ? (vers 45-55)
7. Ce n'est pas une consolation de dire, comme les Optimistes, que ces souffrances peuvent être bénéfiques à d'autres (vers 56-73)
8. Dieu est libre de ses actions, mais pourquoi permet-il la souffrance ? (vers 74-80)
9. Contrairement aux objets inanimés, les humains souffrent des effets de la loi divine (vers 81-96)
10. Les consolations proposées par les Optimistes sont fausses et hypocrites (vers 97-104)
11. Le monde est rempli de souffrances et d'horreur, les espèces se dévorant mutuellement (vers 105-118)
12. Alors pourquoi les Optimistes considèrent-ils que les souffrances individuelles concourent au bonheur général ? (vers 119-130)
13. Les tentatives de comprendre pourquoi un Dieu d'amour peut infliger de la souffrance ne mènent nulle part (vers 131-148)
14. Soit l'univers créé par Dieu obéit à ses lois et de la souffrance en résulte ; soit sa création est imparfaite (vers 149-154)
15. Si ce monde est un passage vers une vie éternelle, qui nous garantit que nous y trouverons le bonheur ? (vers 155-160)
16. La nature ne fournit aucune explication à nos souffrances (vers 161-163)
17. Dieu devrait expliquer ses actions car les humains, en particulier ceux qui adoptent les conceptions de Leibniz, ne peuvent les comprendre (vers 164-176)
18. Même si, comme le prétend Platon, l'homme a jadis connu un âge d'or, celui-ci n'existe plus, et la souffrance est maintenant notre destin (vers 177-190)
19. Le scepticisme de Bayle est préférable à tout système, puisque nous ne pouvons comprendre le but de l'existence humaine (vers 191-200)
20. Nous devons accepter à la fois le triomphe de la raison humaine et la misère associée à notre condition (vers 201-217)
21. Nous n'avons d'autre choix que de conserver cependant l'espérance (vers 218-234)

## Analyse
Le sous-titre du poème, Examen de cet axiome, tout est bien, annonce la cible de l’attaque : il s'agit de rejeter sans équivoque l’Optimisme philosophique. « Voltaire ne s’en prend guère aux sombres prédicateurs qui toujours appellent à la pénitence pour apaiser l’ire de la divinité (6 vers seulement (18 à 23) sont consacrées aux religions révélées), mais au contraire à une philosophie qui se veut rationnelle, celle du «Tout est bien ».
En l’occurrence, c'est principalement Gottfried Wilhelm Leibniz qui est visé, avec un coup de griffe à Alexander Pope : « Si Pope avait été  Lisbonne, aurait-il osé dire : Tout est bien ? » se demande Voltaire. Car « l’optimisme est désespérant. C’est une philosophie cruelle sous un nom consolant. » Pour Voltaire, tout n’est pas bien : le monde tel qu’il est «n’est pas le meilleur des mondes possibles. »
Pourquoi ? Voltaire donne aux vers 149-156 jusqu’à quatre explications possibles :
Ou l’homme est né coupable, et Dieu punit sa race,

Ou ce maître absolu de l’être et de l’espace,

Sans courroux, sans pitié, tranquille, indifférent,

De ses premiers décrets suit l’éternel torrent ;

Ou la matière informe, à son maître rebelle,

Porte en soi des défauts nécessaires comme elle ;

Ou bien Dieu nous éprouve, et ce séjour mortel

N’est qu’un passage étroit vers un monde éternel.
Dans son poème, Voltaire ne choisit pas, parce qu'il s'agit « moins d'un ouvrage qui se développe selon une logique serrée, que d'une lamentation profonde et douloureuse, qui sert surtout d’exutoire, et dont la conclusion ne peut que rester l'espérance.
Un calife autrefois, à son heure dernière,

Au Dieu qu’il adorait dit pour toute prière :

« Je t’apporte, ô seul roi, seul être illimité,

Tout ce que tu n’as pas dans ton immensité,

Les défauts, les regrets, les maux, et l’ignorance. »

Mais il pouvait encore ajouter l’espérance.
Voltaire aurait-il pu conclure ? « Réaffirmer avec fracas les données d’un problème, ce n’est pas en imposer la solution. Le Poème demeure donc un puzzle. Que veut montrer Voltaire ? Veut-il seulement reformuler les données d’un problème qu’il ne parvient pas à résoudre ? Comment concilier l’outrance lyrique de la description du mal et les atermoiements philosophiques, dans une sorte de double jeu de l’écrivain et du philosophe ? »

## Réception
Ce texte de Voltaire suscite une relative indifférence. Les commentaires portent surtout sur le Poème sur la loi naturelle inclus dans le même volume. Seul Jean-Jacques Rousseau réagit vraiment par sa lettre du 18 août 1756 dans laquelle il réaffirme que la source du mal est à trouver non pas dans la nature mais chez l’homme.

### Éditions
- Voltaire, Poème sur le désastre de Lisbonne, édition critique par David Adams et Haydn T. Mason, Œuvres complètes de Voltaire, volume 45A, Oxford, Voltaire Foundation, 2009. (Notice critique en anglais)
- Voltaire, Jean-Jacques Rousseau, Cyril Morana, Querelle sur le Mal et la Providence, Fayard, collection Mille et une nuits, 2011  (ISBN 978-2-7555-0593-1).

### Réactions contemporaines
- Jean-Jacques Rousseau, Lettre à Monsieur de Voltaire sur ses deux poèmes sur « la Loi naturelle » et sur « le Désastre de Lisbonne ». Publiée dans Écologie & politique, 2005/1, no 30. Lire en ligne.

### Articles critiques
- (en) Théodore E.D. Braun, John B. Radner (Dir), The Lisbon earthquake of 1755 : Representations and reactions, Studies on Voltaire and eighteenth century (SVEC), 2005:02, Oxford, Voltaire Foundation, 2005.
- Marc Parmentier. Voltaire et l’optimisme leibnizien, Atlante : Revue d’études romanes, Centre d’études en civilisations, langues et littératures étrangères, 2014. Lire en ligne.
- Gerhardt Stenger, Voltaire et le fatalisme : du Poème sur le désastre de Lisbonne aux derniers contes, Cahiers Voltaire, 2015, 14, p. 23-41. Lire en ligne.